# MTV Video Music Award за лучшее мужское видео
Номинация Лучшее мужское видео | Best Male Video является одной из главных номинаций церемонии MTV Video Music Awards, существует она с самой первой церемонии VMA которая прошла в 1984 году. В 2007 году было решено изменить название номинации и она стала называться Male Artist of the Year, но в 2008 вернули старое название. самое большое количество побед в этой номинации у Эминема, он является обладателем 3 статуэток. По 2 победы имеют Tom Petty, Beck, Will Smith и Justin Timberlake.
| Год  | Победитель                                                        | Номинанты |
| ---- | ----------------------------------------------------------------- | --- |
| 1984 | David Bowie — «China Girl»                                        | - Lionel Richie — «All Night Long (All Night)»                                                                                      |
| 1985 | Bruce Springsteen — «I'm on Fire»                                 | - David Lee Roth — «Just a Gigolo/I Ain’t Got Nobody»                                                                               |
| 1986 | Robert Palmer — «Addicted to Love»                                | - Sting — «If You Love Somebody Set Them Free»                                                                                      |
| 1987 | Peter Gabriel — «Sledgehammer»                                    | - Steve Winwood — «Higher Love» |
| 1988 | Prince (featuring Sheena Easton) — «U Got the Look»               | - Steve Winwood — «Back in the High Life Again»                                                                                     |
| 1989 | Elvis Costello — «Veronica»                                       | - Steve Winwood — «Roll with It» |
| 1990 | Don Henley — «The End of the Innocence»                           | - Michael Penn — «No Myth» |
| 1991 | Chris Isaak — «Wicked Game»                                       | - George Michael — «Freedom! '90»                                                                                                   |
| 1992 | Eric Clapton — «Tears in Heaven (Performance)»                    | - "Weird Al" Yankovic — «Smells Like Nirvana»                                                                                       |
| 1993 | Lenny Kravitz — «Are You Gonna Go My Way»                         | - Sting — «If I Ever Lose My Faith in You»                                                                                          |
| 1994 | Tom Petty and the Heartbreakers — «Mary Jane's Last Dance»        | - Bruce Springsteen — «Streets of Philadelphia»                                                                                     |
| 1995 | Tom Petty — «You Don't Know How It Feels»                         | - Lucas — «Lucas with the Lid Off»                                                                                                  |
| 1996 | Beck — «Where It's At»                                            | - Seal — «Don’t Cry» |
| 1997 | Beck — «Devils Haircut»                                           | - Will Smith — «Men in Black» |
| 1998 | Will Smith — «Just the Two of Us»                                 | - Brian McKnight — «Anytime» |
| 1999 | Will Smith — «Miami»                                              | - Ricky Martin — «Livin' la Vida Loca»                                                                                              |
| 2000 | Eminem — «The Real Slim Shady»                                    | - Moby — «Natural Blues» |
| 2001 | Moby (featuring Gwen Stefani) — «South Side»                      | - Robbie Williams — «Rock DJ» |
| 2002 | Eminem — «Without Me»                                             | - Usher — «U Got It Bad» |
| 2003 | Justin Timberlake — «Cry Me a River»                              | - John Mayer — «Your Body Is a Wonderland»                                                                                          |
| 2004 | Usher (featuring Lil Jon and Ludacris) — «Yeah!»                  | - Kanye West (featuring Syleena Johnson) — «All Falls Down»                                                                         |
| 2005 | Kanye West — «Jesus Walks»                                        | - Usher — «Caught Up» |
| 2006 | James Blunt — «You're Beautiful»                                  | - Kanye West (featuring Jamie Foxx) — «Gold Digger»                                                                                 |
| 2007 | Justin Timberlake                                                 | - Kanye West |
| 2008 | Chris Brown — «With You»                                          | - Usher (featuring Young Jeezy) — «Love in This Club»                                                                               |
| 2009 | T.I. (featuring Rihanna) — «Live Your Life»                       | - Kanye West — «Love Lockdown» |
| 2010 | Eminem — «Not Afraid»                                             | - Usher (featuring will.i.am) — «OMG»                                                                                               |
| 2011 | Justin Bieber — «U Smile»                                         | - Kanye West (featuring Rihanna and Kid Cudi) — «All of the Lights»                                                                 |
| 2012 | Chris Brown — «Turn Up the Music»                                 | - Justin Bieber — «Boyfriend» - Drake (featuring Rihanna) — «Take Care» - Frank Ocean — «Swim Good» - Usher — «Climax»              |
| 2013 | Bruno Mars — «Locked Out of Heaven»                               | - Justin Timberlake — «Mirrors» |
| 2014 | Ed Sheeran — «Sing»                                               | - Eminem (featuring Rihanna) — «The Monster» - John Legend — «All Of Me» - Pharrell Williams — «Happy» - Sam Smith — «Stay With Me» |
| 2015 | Марк Ронсон (при участии Бруно Марса) — «Uptown Funk»             | - Ник Джонас — «Chains» - Кендрик Ламар — «Alright» - Эд Ширан — «Thinking Out Loud» - The Weeknd — «Earned It»                     |
| 2016 | Кельвин Харрис (при участии Рианны) — «This Is What You Came For» | - Дрейк — «Hotline Bling» - Брайсон Тиллер — «Don’t» - The Weeknd — «Can't Feel My Face» - Канье Уэст — «Famous»                    |

## Рекорды/Победы
- Большее количество побед:
  - 1. Эминем: 3 победы
  - 2. Джастин Тимберлейк, Уилл Смит, Бек, Том Петти: 2 победы
- Большее количество номинаций у исполнителей.

|                 | 1      | 2          | 3    | 4               | 5                           |
| --------------- | ------ | ---------- | ---- | --------------- | --------------------------- |
| Исполнитель     | Эминем | Канье Уэст | Ашер | Брюс Спрингстин | Бек T.I. Джастин Тимберлейк |
| Всего номинаций | 9      | 7          | 6    | 5               | 4                           |